# Trichophallus borneensis
Trichophallus borneensis (лат.) — вид кузнечиков рода Trichophallus из подсемейства Conocephalinae (Salomonina, Agraeciini, Tettigoniidae). Индонезия, Малайзия.

## Описание
Кузнечики средних размеров (длина тела около 2 см). Основная окраска тела желтовато-коричневая. Самцов T. borneensis можно узнать по форме удлиненных и довольно узких церок, конец которых загнут срединно и имеет острый кончик, а примерно со средней длины имеется узкий конический внутренний выступ также с острым кончиком. Самки уникальны формой субгенитальной пластинки, полностью разделенной в середине длины на две половины, у которых дорсальное расширение изогнуто в полукруг, а основная часть удлинена в узкие апикальные доли..